# 敦煌南仓
敦煌南仓，或称敦煌粮仓、南关粮仓，位于中国甘肃省敦煌市，为一个省级文物保护单位，类型为古建筑，是清代修建的粮仓群。
敦煌南仓的历史年代为清代，现存清代粮仓八座。